# Mare Nectaris
El Mare Nectaris (en llatí nectaris «Mar del Nèctar») és un petit mar lunar (una plana de lava volcànica lunar) situat entre el Mare Tranquillitatis i el Mare Fecunditatis. A l'oest queda delimitat per les altures dels Montes Pyrenaeus i una mica al sud del seu centre geogràfic es troba el cràter Rosse i es el mes visible a la zona sud lunar a la sortida del sol. Els Montes Pyrenaeus limiten amb el mare a l'est i el Sinus Asperitatis es fusiona amb la seva vora nord-oest. Té una mida de 84.000 quilòmetres quadrats. El seu diàmetre es de 340 km.
El mar té una profunditat d'uns 1.000 m i està datat bàsicament als períodes Nectarià i Imbrià inferior, amb parts de l'Imbrià superior; de fet el període Nectarià rep el nom a partir de l'impacte que va formar el Mare Nectaris.

## Situació
Diversos grans cràters estan situats a les fronteres de Mare Nectaris. El més gran és el Fracastorius ple de lava (124 km), que es fusiona amb la costa sud del mar. Un important trio de cràters de 100 km Theophilus, Cyrillus i Catherina es troba a prop de la costa nord-oest. Una altra característica destacable és un "cràter fantasma" Daguerre, gairebé completament cobert de lava, a la part nord de Mare Nectaris.

## Geologia
La part central de l'Mare Nectaris és notablement plana i no té cràters importants. S'estima que la capa de lava solidificada és de només un quilòmetre de gruix.
La conca original té uns límits ben definits en la seva part sud-oest per Rupes Altai, i per una escarpament a l'est de l'cràter Censorinus, al nord. Aquest límit resulta una mica menys evident en la vora occidental de l'Sinus Asperitatis i en el cràter Kant, a la part oest.
El cràter Theophilus és d'època eratosteniana i, per tant, més jove que el mar que l'envolta i on s'hi han produit uns quants grabens al marge occidental del mar.
Una concentració de massa (mascon), o alta gravitatòria, es va identificar al centre de Mare Nectaris a partir del seguiment Doppler de les cinc naus espacials Lunar Orbiter el 1968. El mascon es va confirmar i va cartografiar a major resolució amb missions orbitadores posteriors com Lunar Prospector i GRAIL.

## Galeria

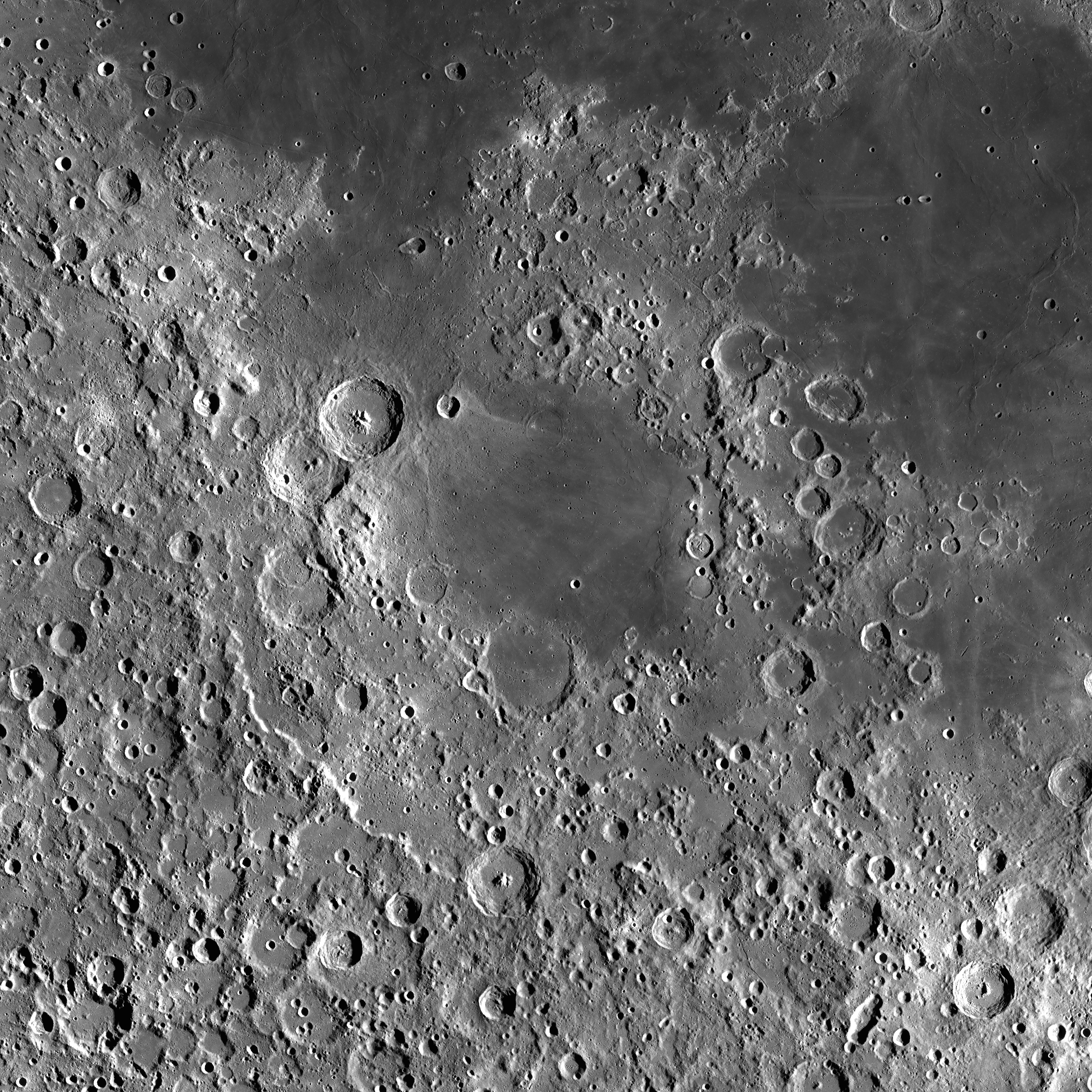
Conca de Mare Nectaris (mosaic d’imatges LRO). Rupes Altai és una fina ratlla brillant a la part inferior esquerra
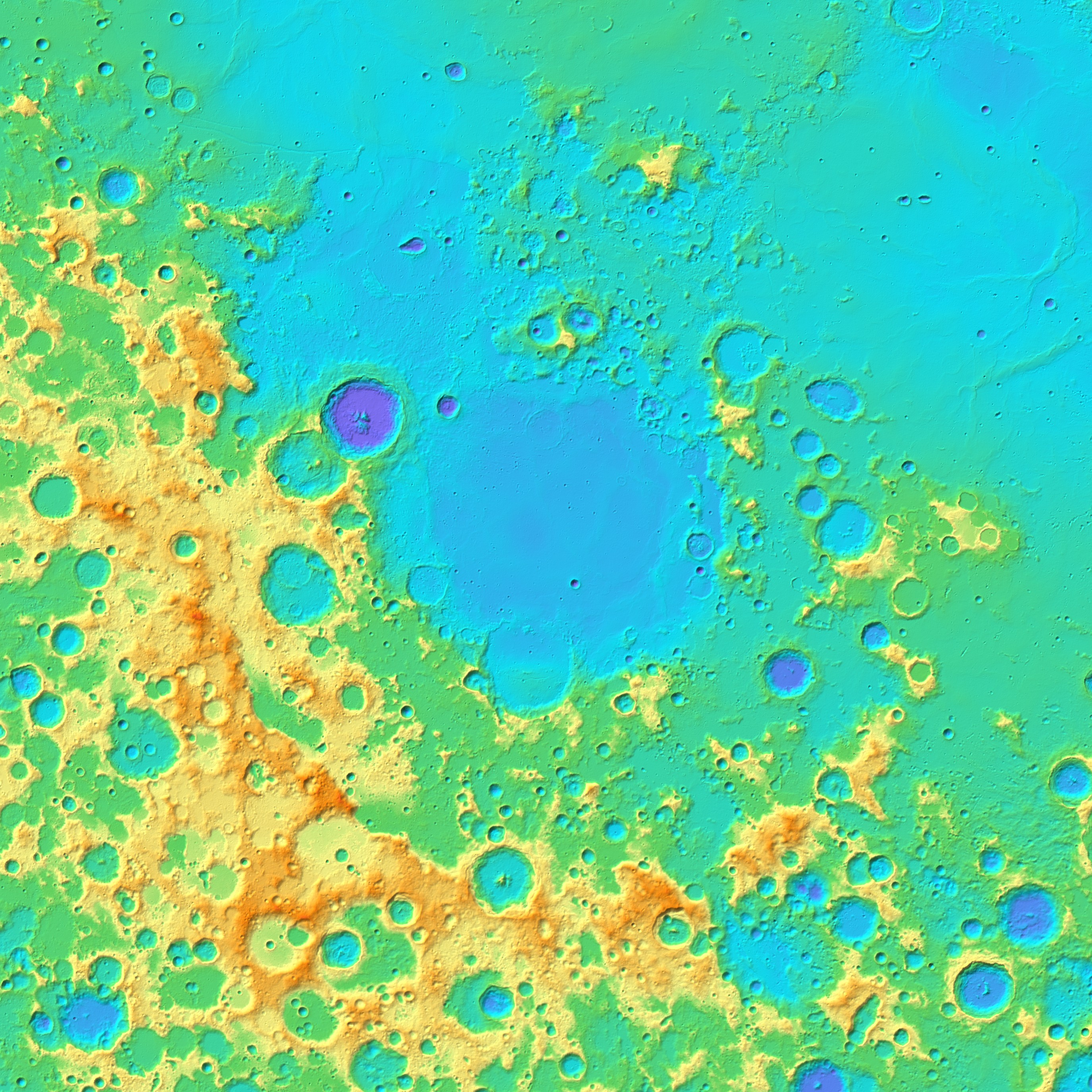
Mapa topogràfic de la mateixa àrea (dades LRO)
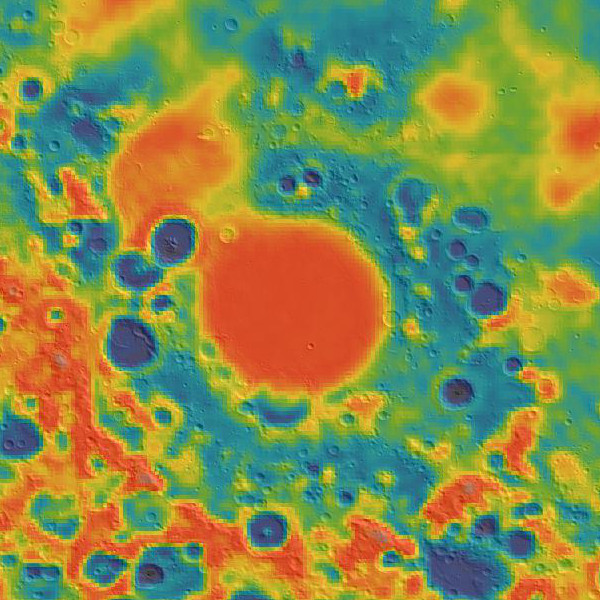
Mapa de gravetat basat en GRAIL
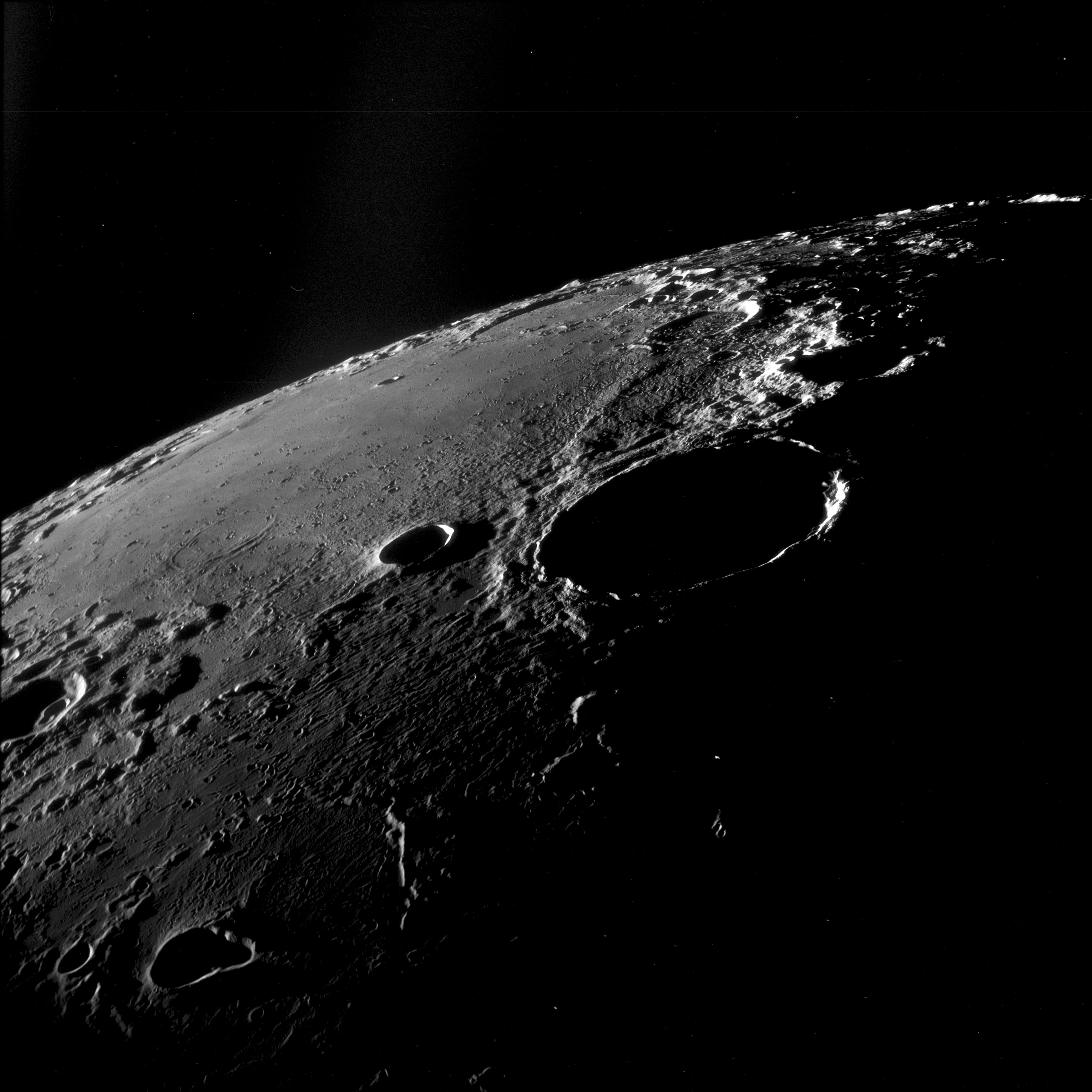
Vista obliqua orientada al sud-est, des de l'Apolo 11. El gran cràter a la dreta del centre és Theophilus i Mädler a la seva esquerra. Fracastorius és a prop de l’horitzó central i la muntanya blanca de l’horitzó de la dreta forma part de les Rupes Altai. El cràter en forma de llàgrima a la part inferior esquerra és Torricelli.